# Bruid

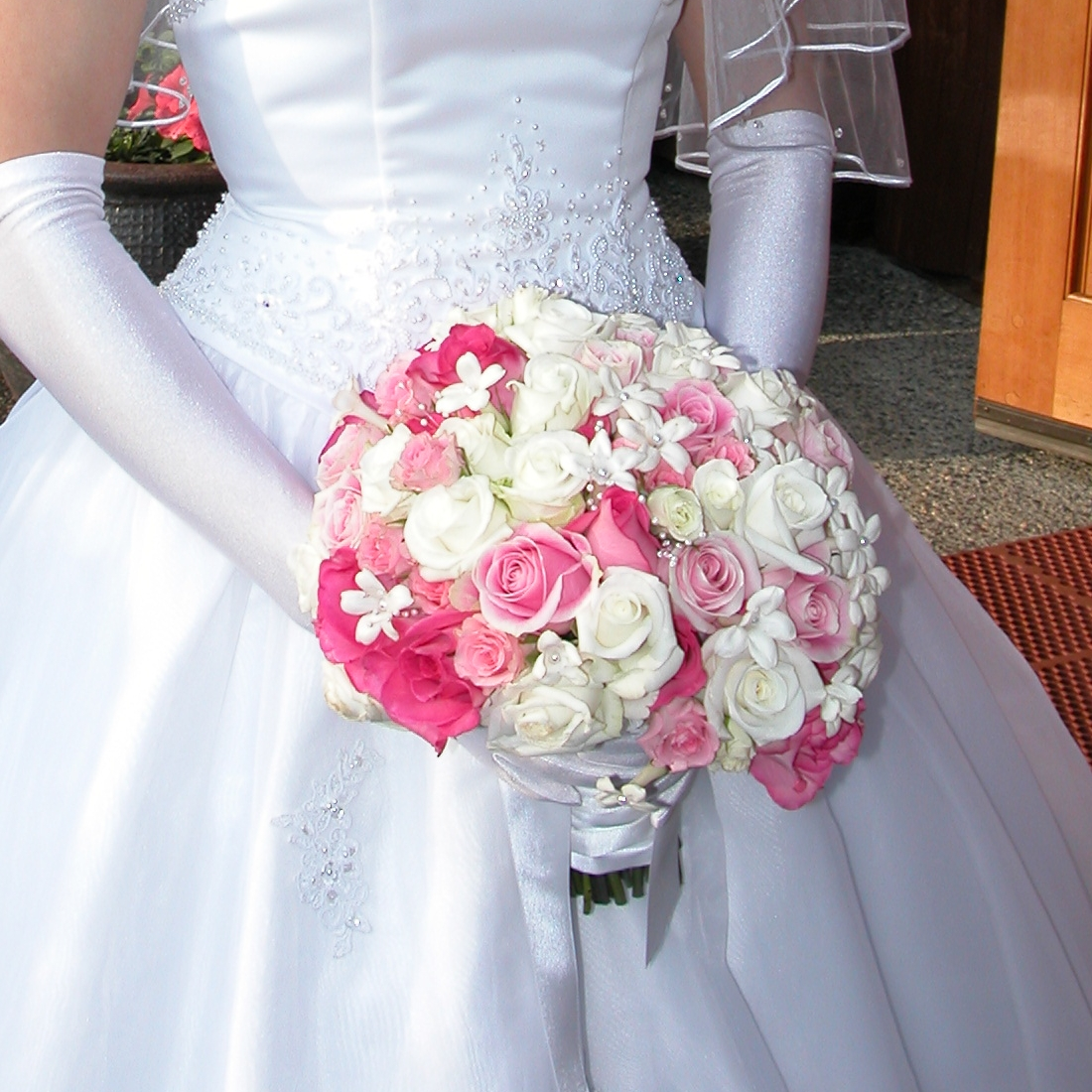
Een bruid in bruidsjurk met bruidsboeket

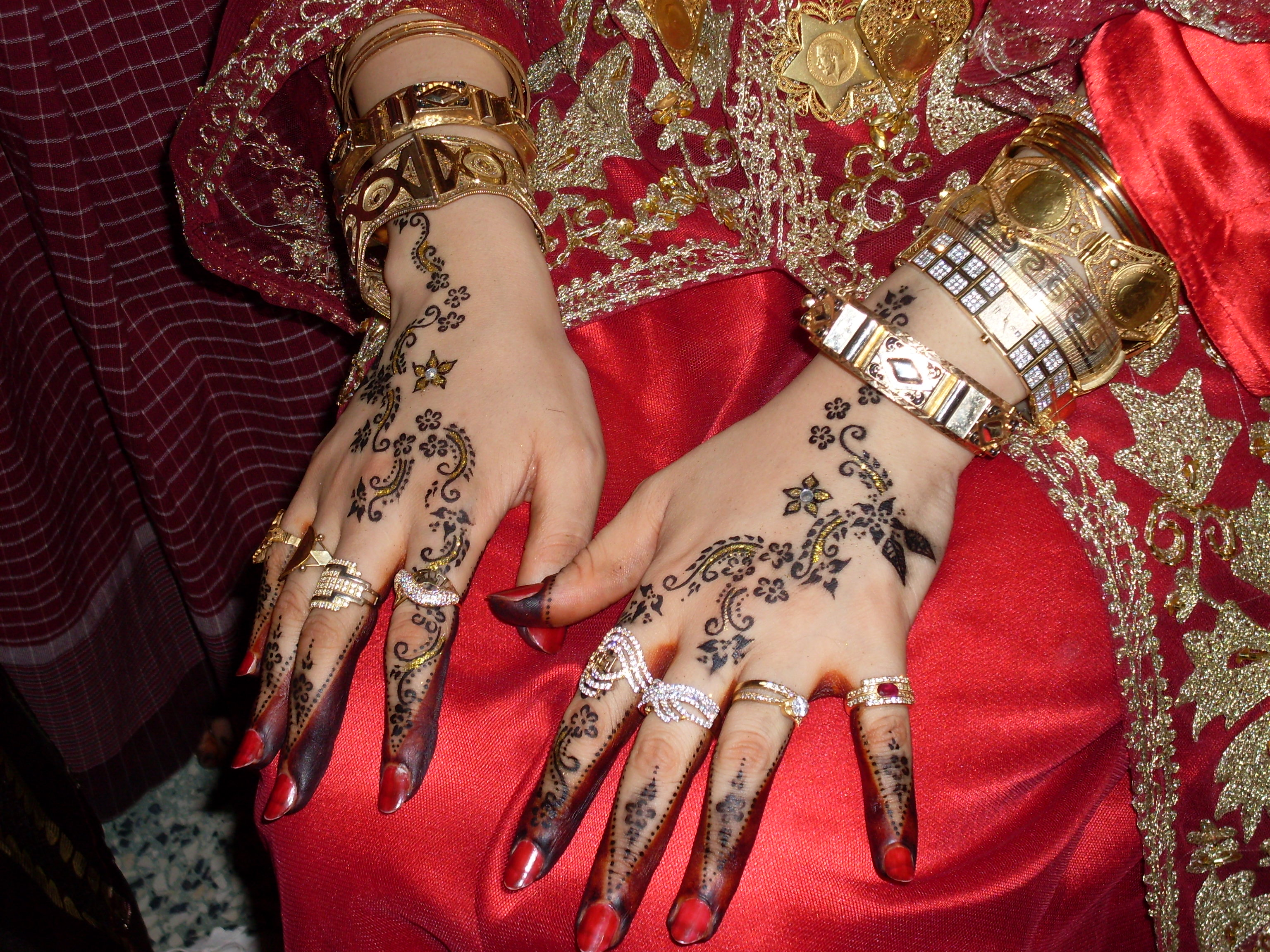
Henna op de handen van een bruid uit Tunesië

Een bruid is een vrouw op de dag dat zij in het huwelijk treedt. De term wordt ook wel gebruikt vanaf het moment van de ondertrouw.

## Gebruiken en rituelen
Een veelvoorkomend gebruik is, dat de bruid op haar trouwdag een speciale trouwjurk draagt tijdens de bruiloft, vaak samen met een door de bruidegom verzorgd bruidsboeket. De trouwjurk is vaak wit van kleur, dit is een symbool voor maagdelijkheid. De bruid is vaak gesluierd.
Er zijn speciale gebruiken en rituelen rondom de bruid, zij verschillen soms per streek.
- Bruidsdagen
- Bruidsschat
- Bruidsroof
- Het verven van de handen met henna
- De bruid moet het volgende dragen: something old, something new, something borrowed, something blue
- De bruid mag vlak voor het huwelijk niet gezien worden door de bruidegom
- De bruid wordt opgehaald door de bruidegom uit haar ouderlijk huis
- De bruid gooit het bruidsboeket (degene die het bruidsboeket vangt, zou de volgende zijn om te trouwen)
- De bruid verlaat haar ouderlijk huis en gaat bij (de familie van) de man wonen
- De bruidegom moet 's avonds in aanwezigheid van de gasten de rechter kousenband of beenband van de bruid met zijn tanden verwijderen en in het publiek gooien zodat de (mannelijke) vanger de volgende bruidegom zal zijn. Dit is de tegenhanger van het gooien van het bruidsboeket.
- Bij het verlaten van de kerk na de huwelijksvoltrekking wordt rijst gegooid. Dit is om een vruchtbaar huwelijk (veel kinderen) aan te moedigen.

Over het algemeen bestaat er veel belangstelling voor bruidsparen en met name voor de kleding van de bruid. Als zij bijvoorbeeld het gemeentehuis of kerkgebouw binnengaat of uitkomt blijven voorbijgangers vaak staan om even te kijken.

## Afbeeldingen

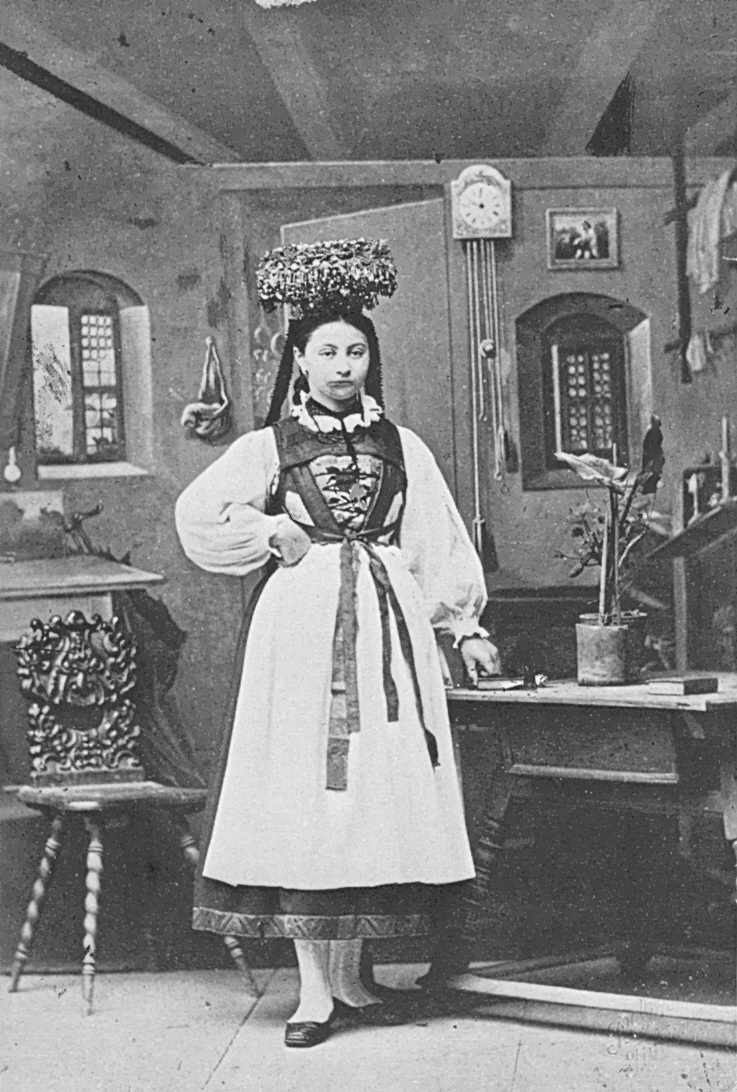
Bruid uit Zwaben, Duitsland
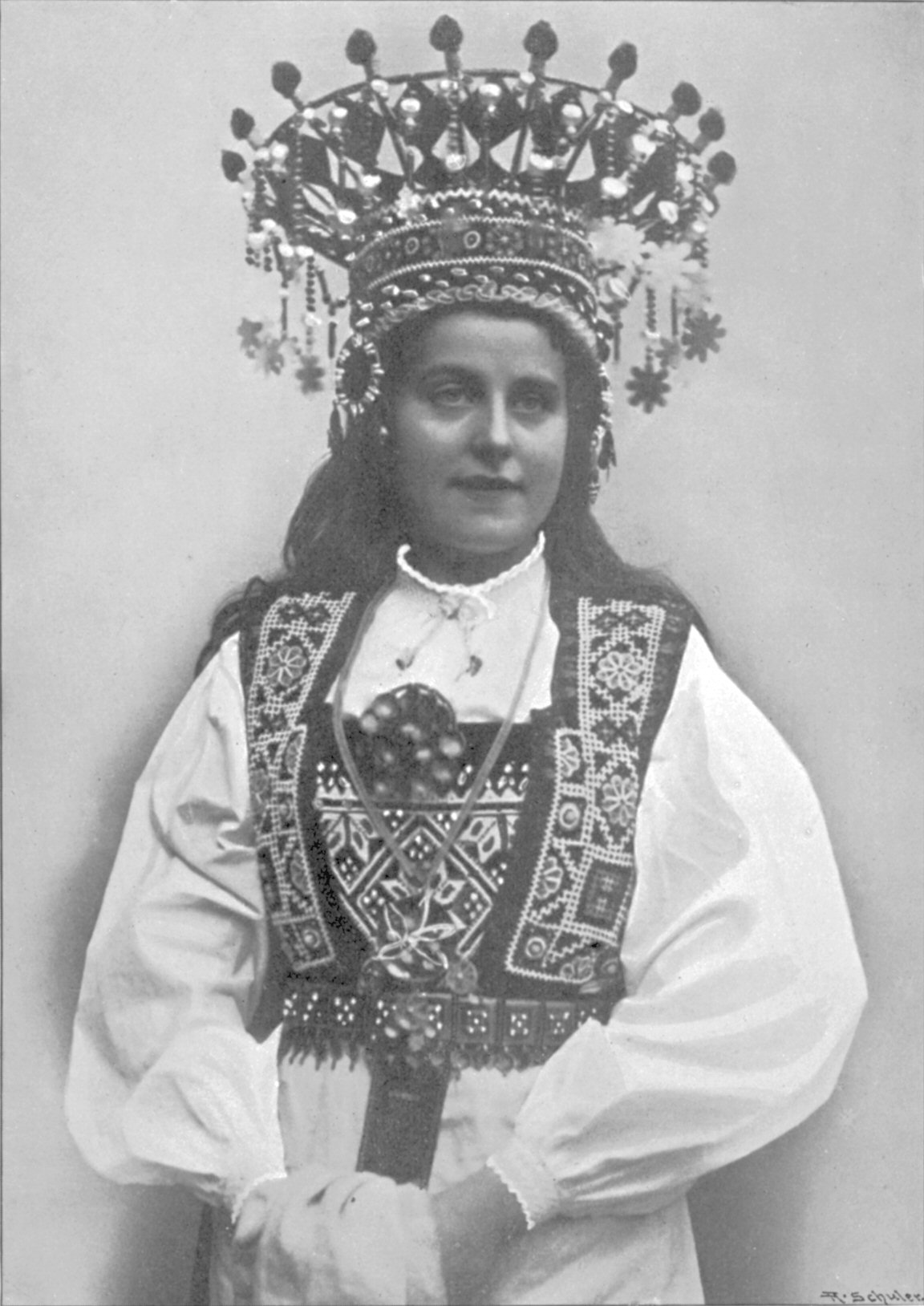
Een bruid met bruidskroon uit Bergen, Noorwegen
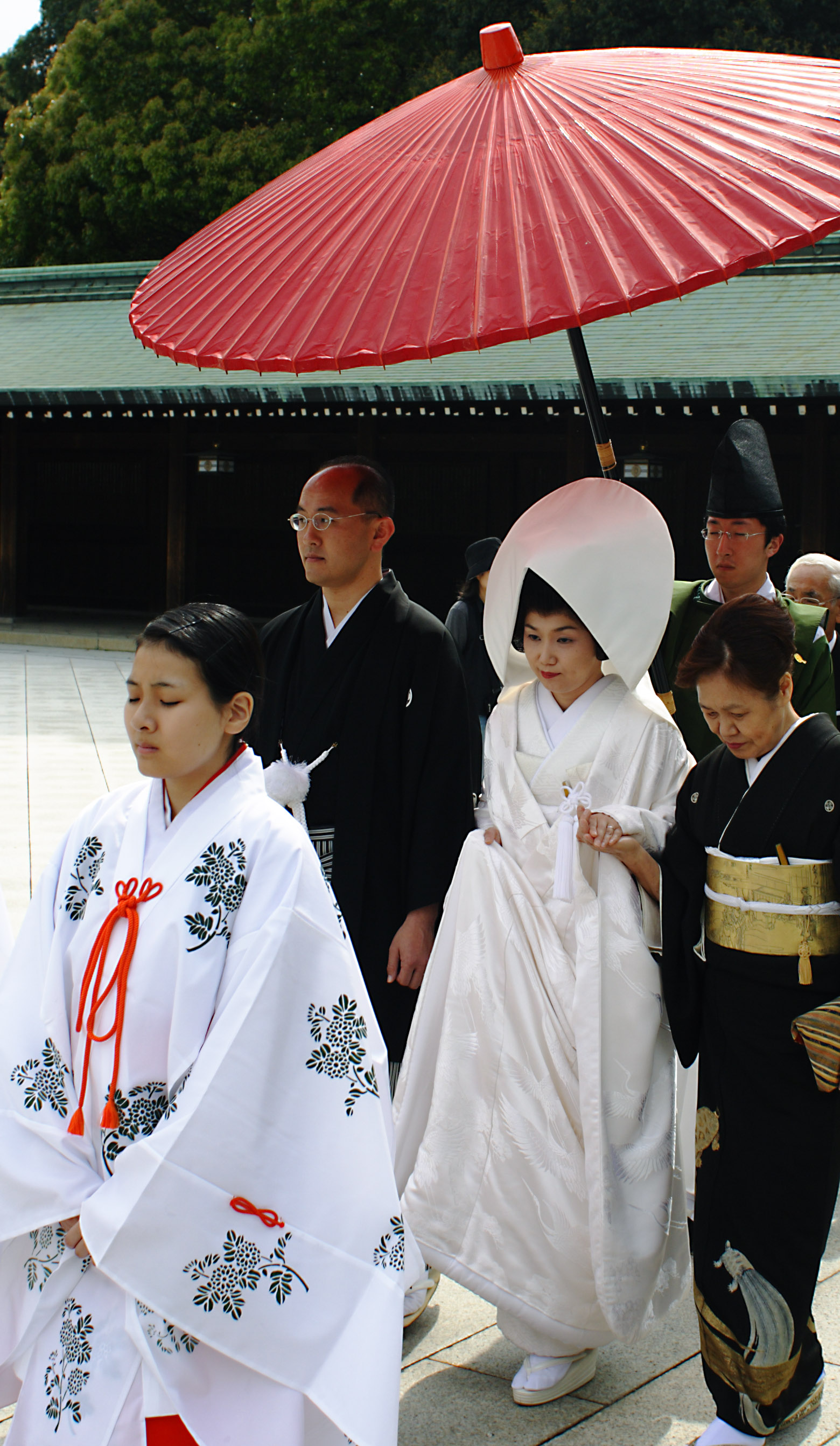
Een Japanse-bruid
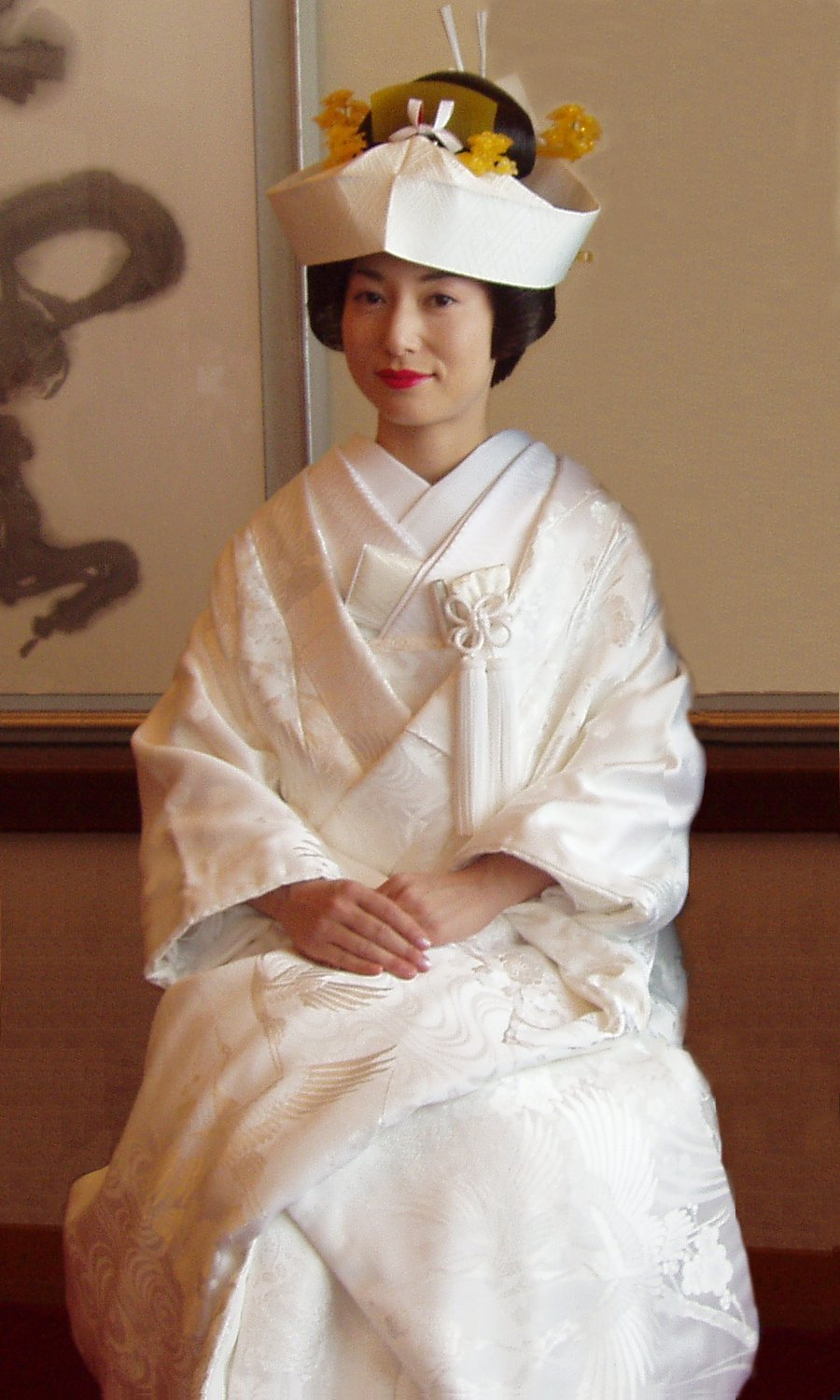
Een Japanse bruid met bruids-kimono
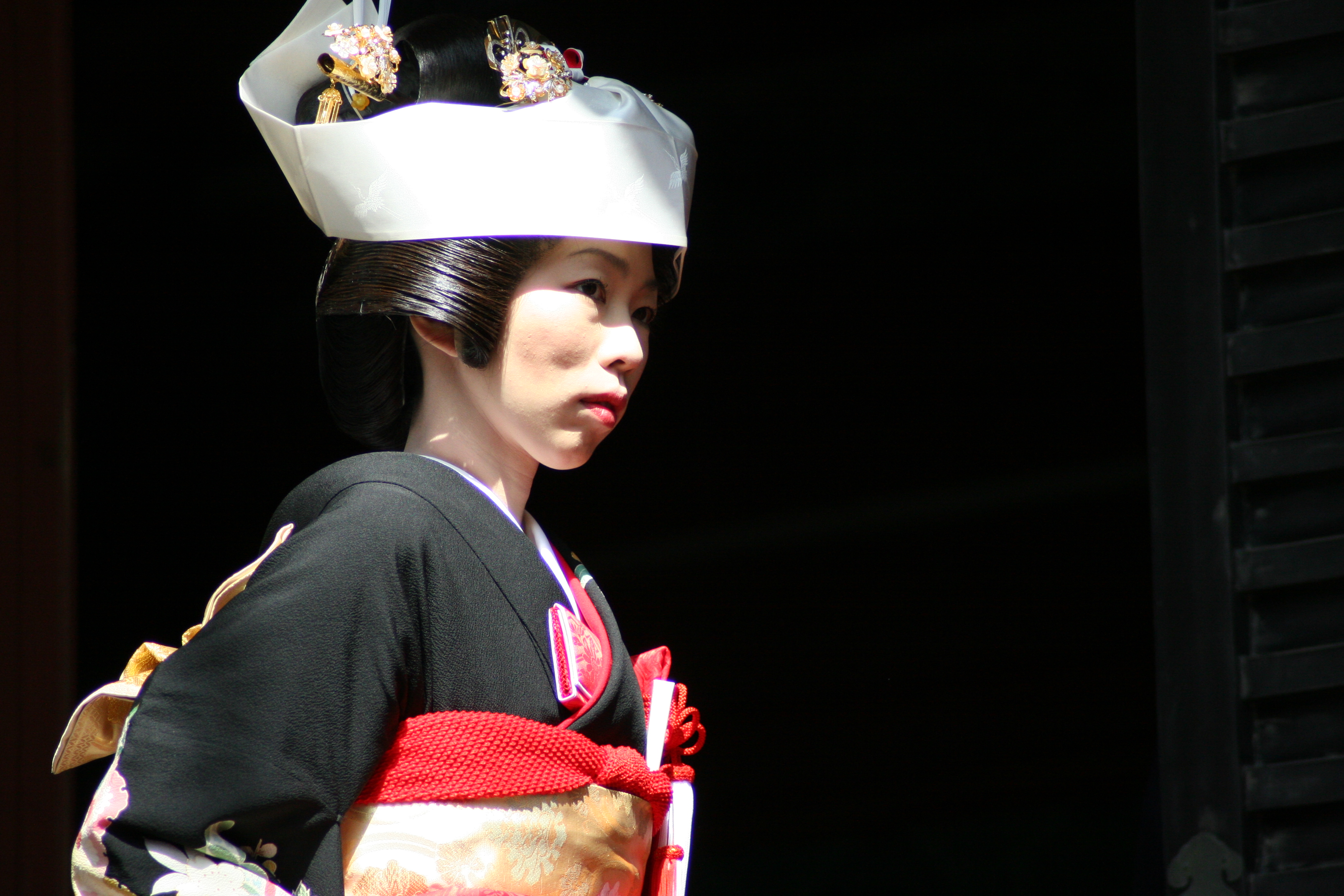
Een Shinto-bruid
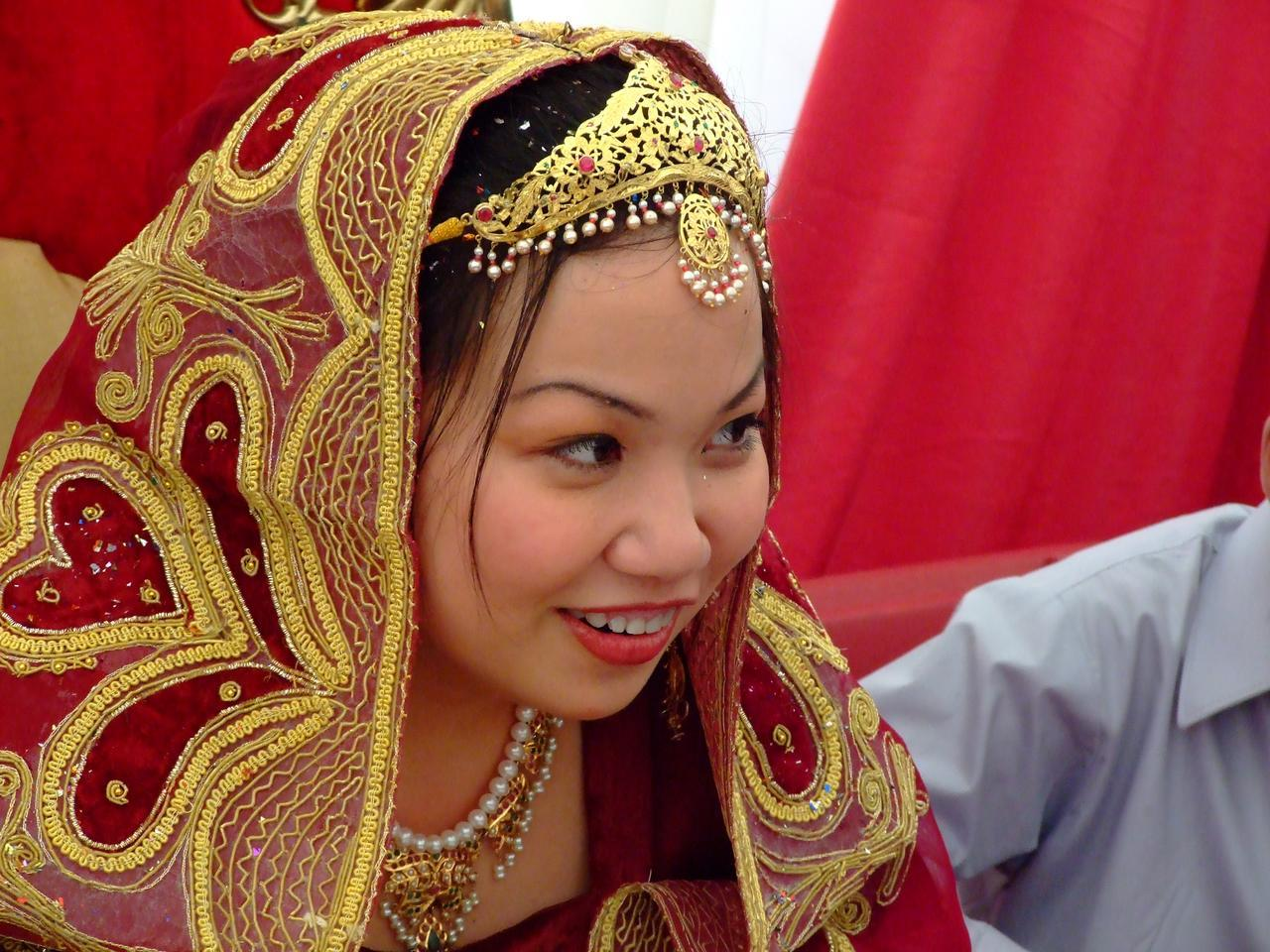
Een bruid in India
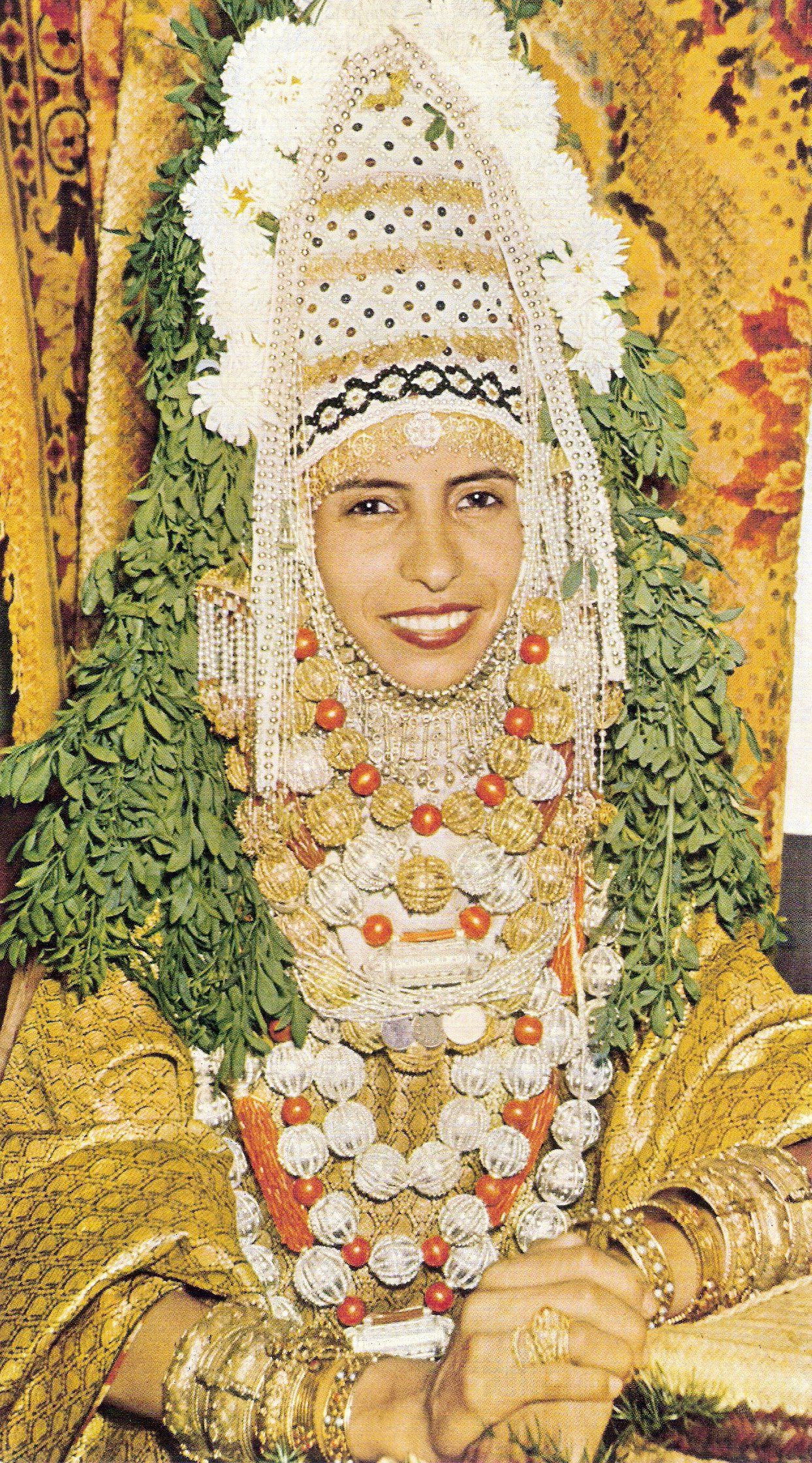
Een joodse bruid
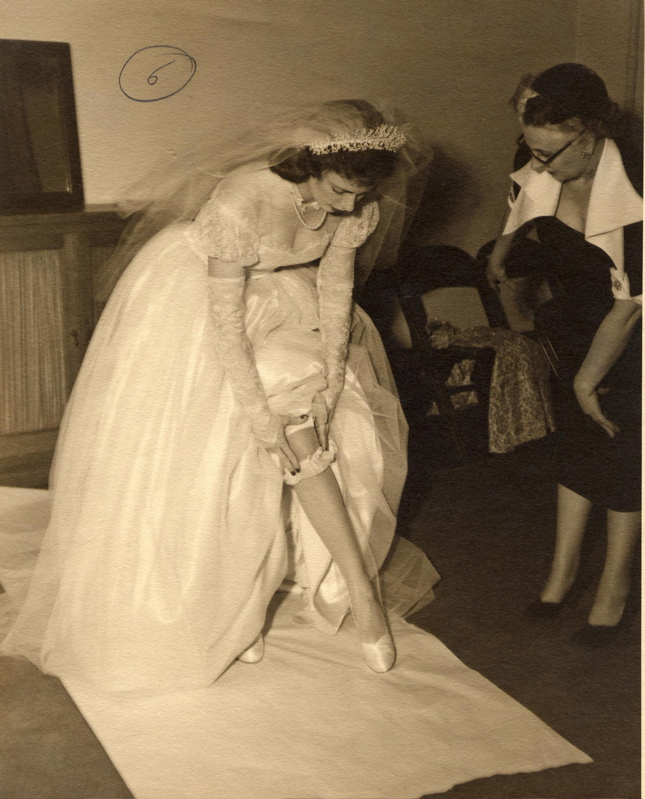
Een bruid bereidt zich voor om de kouseband te gooien
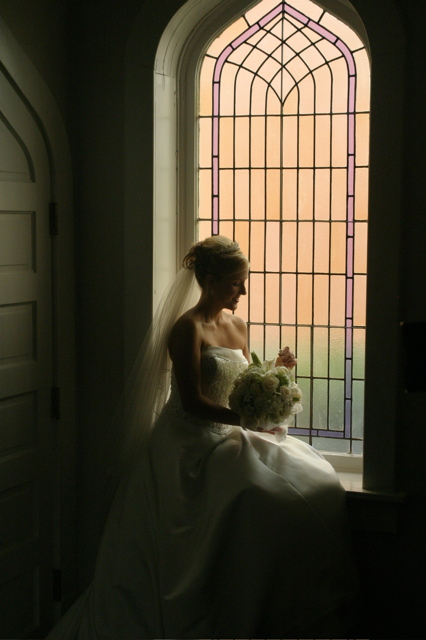
Een bruid in Noord-Amerika
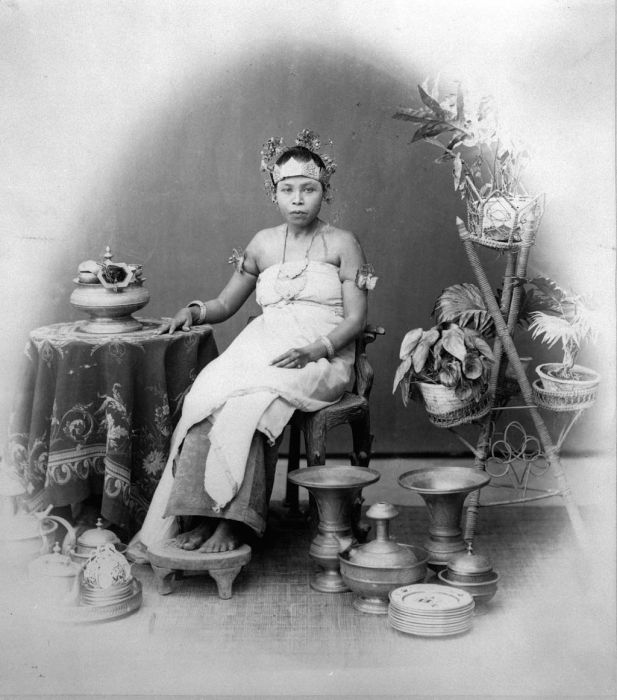
Bruid te midden van koperwerk voor de bruidskamer, Java
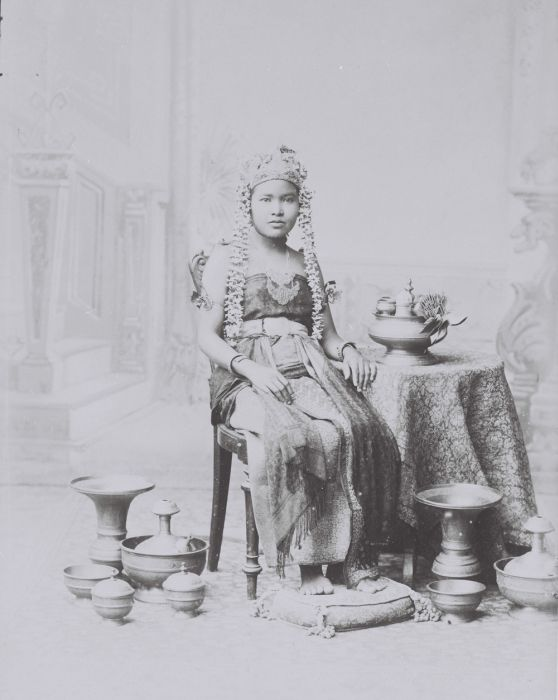
Bruid te midden van koperwerk voor de bruidskamer, Java
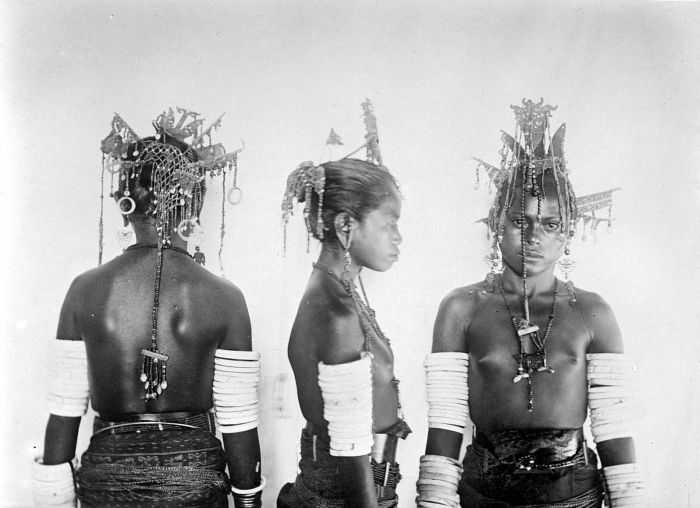
Bruid van de Tenimbar-eilanden
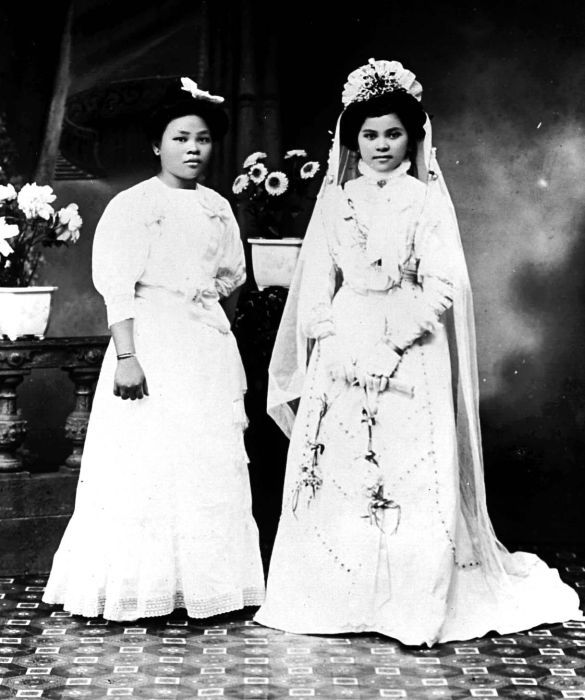
Bruid uit de Minahasa
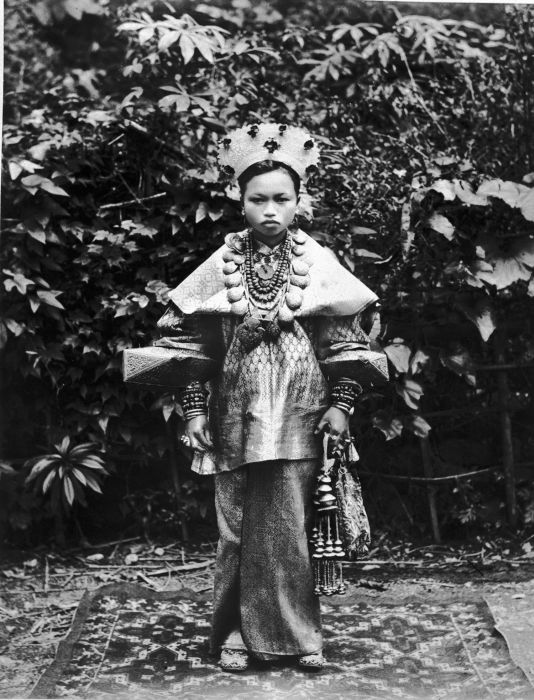
Bruid in adatkostuum, Sumatra, ca. 1895
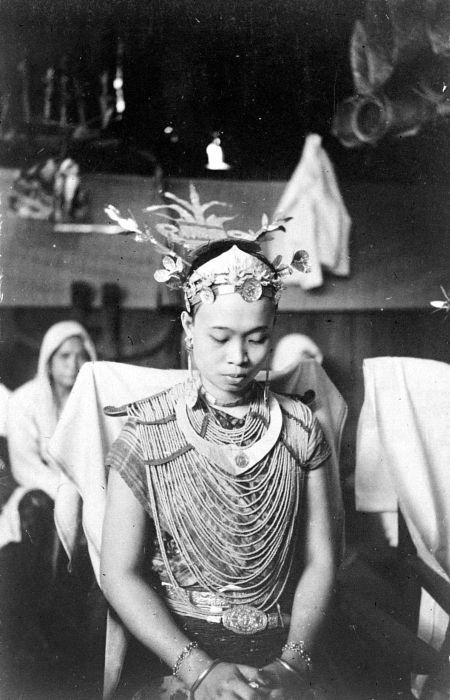
Bruid van de Nias
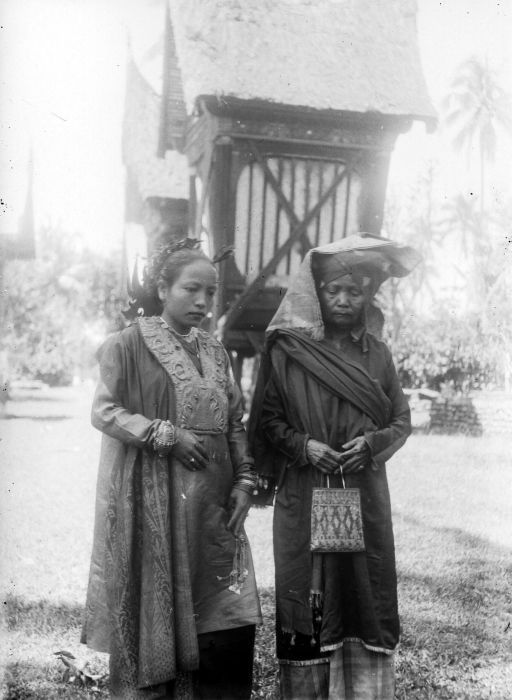
Minangkabau bruid
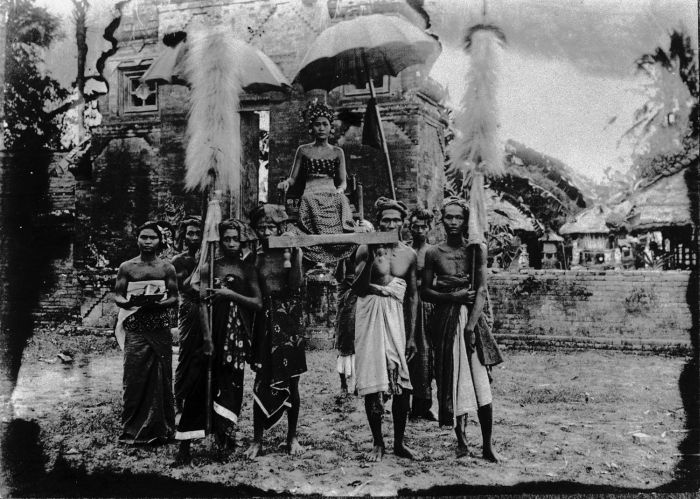
Bruid in draagstoel op Bali, 1920-1921
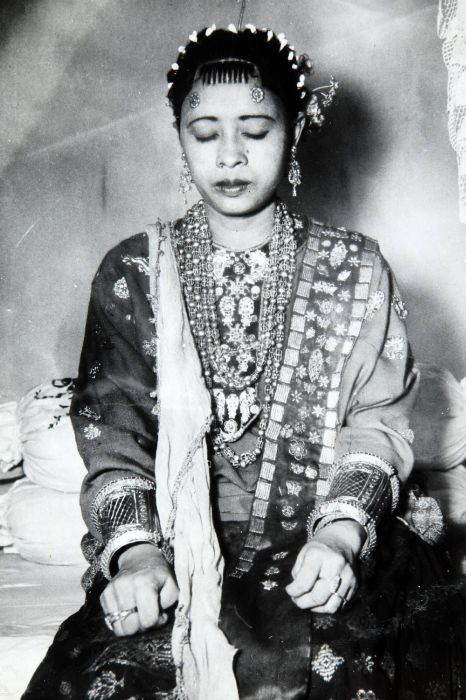
Bruid in Sulawesi
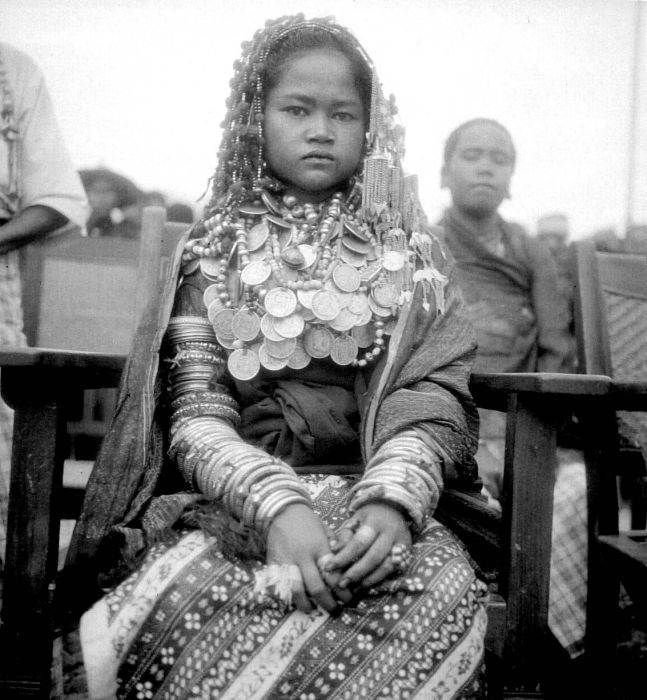
Jonge Gayo bruid in Noord-Sumatra
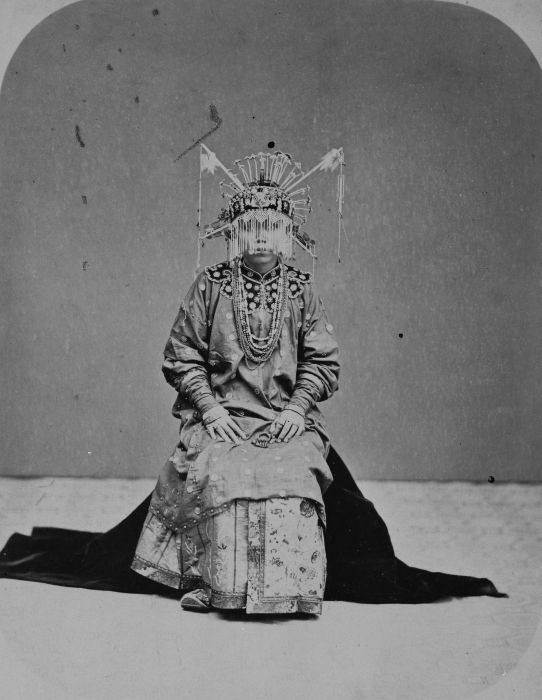
Een Chinese bruid in Indonesië
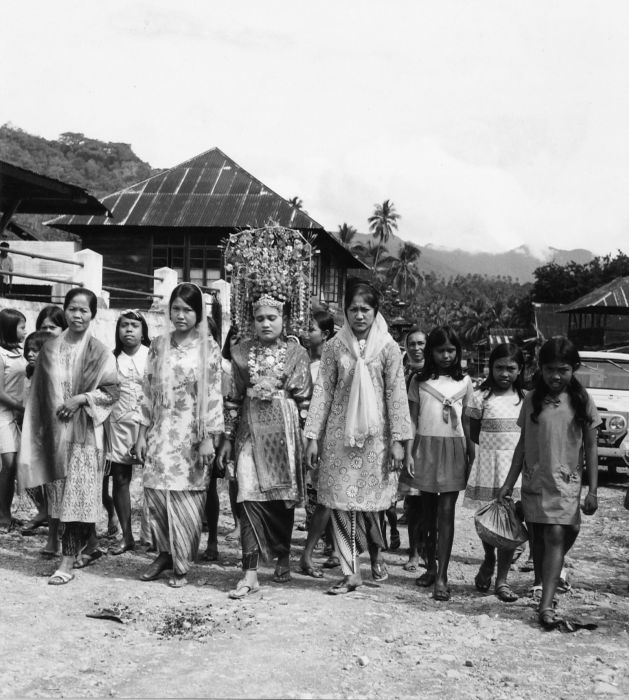
Bruid op weg naar haar bruidegom in een dorp bij Maninjau
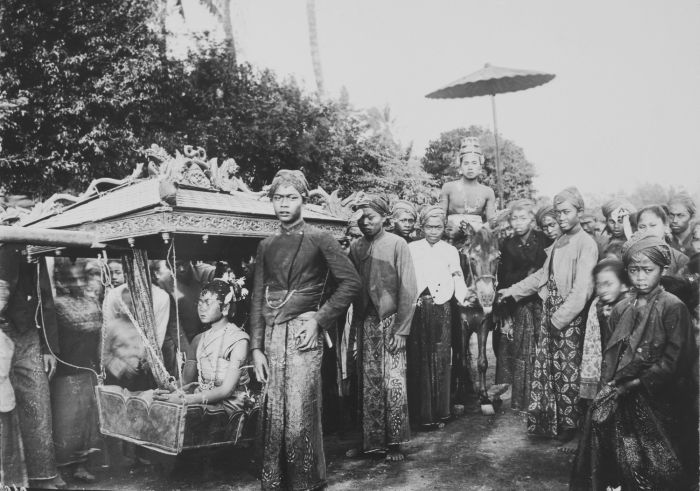
Bruid in draagkoets
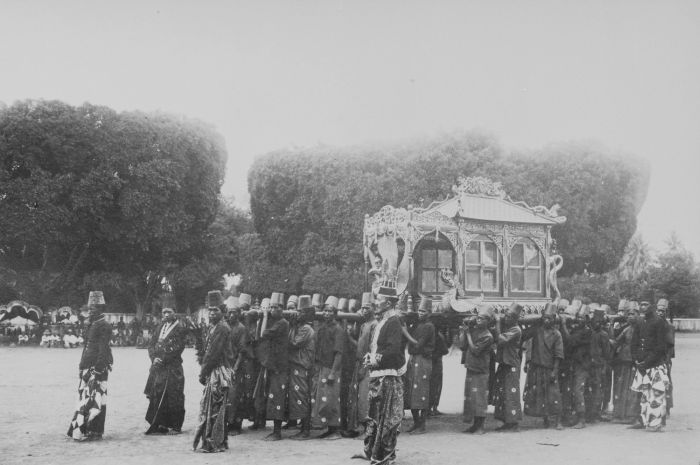
De bruiloftsstoet met de draagkoets voor de bruid van de sultan van Yogyakarta, 1914-1926
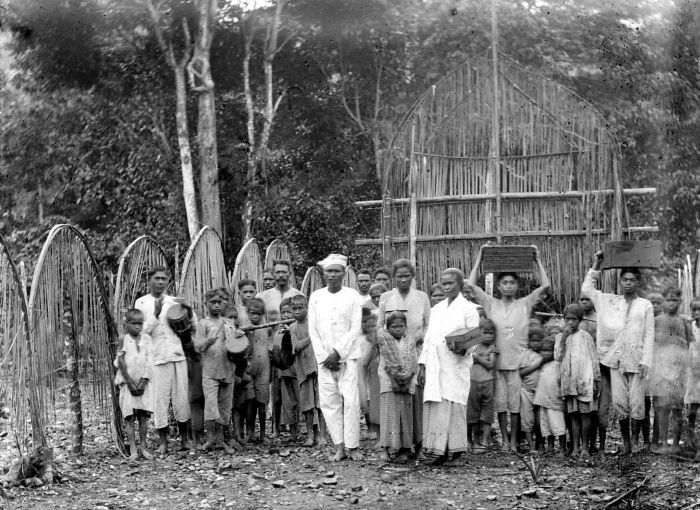
Huwelijk van een achtjarige bruid uit Buru die volgens oud gebruik al vlak na de geboorte werd verkocht aan een andere stam en een bruidsschat mee kreeg, foto genomen voor 1941

## Trivia
In het Oudgrieks betekent νύμφη (nimf: bruid, gesluierd).